# مرصد الحاكم أكر
مرصد الحاكم أكرهو مرصد فلكي وجزء من كلية أريزونا الشرقية في مجمع متنزة ديسكفري الجامعي (المعروف سابقا باسم متنزة ديسكفري) في سافورد بولاية أريزونا (الولايات المتحدة الأمريكية). افتتح في 18 نوفمبر 1995، وأصبح المرصد مكان الجذب السياحي الأول في متنزة ديسكفري. يضم المرصد مقراب عاكس كاسيغرين (20 بوصة) بالإضافة لمعرض فلكي ورحلة محاكاة خلال النظام الشمسي على متن "مكوك الفضاء. ومن معالم الجذب السياحية الأخرى الكاميرا المظلمة، واحدة من الأكبر في العالم. كما ينظم المرصد جولات في مرصد جبل غراهام الدولي.